# Vývrat

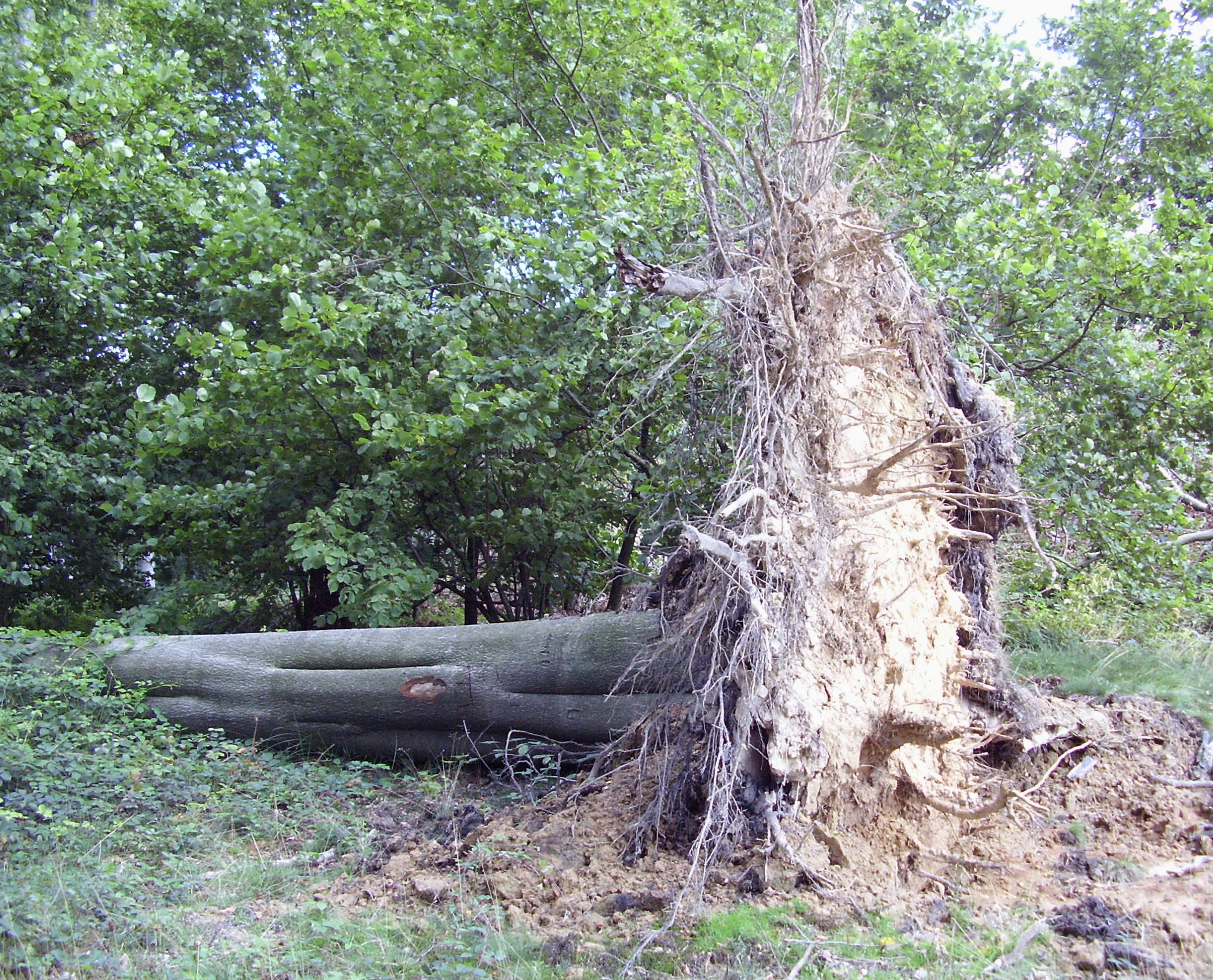
Vývrat (Belgie)

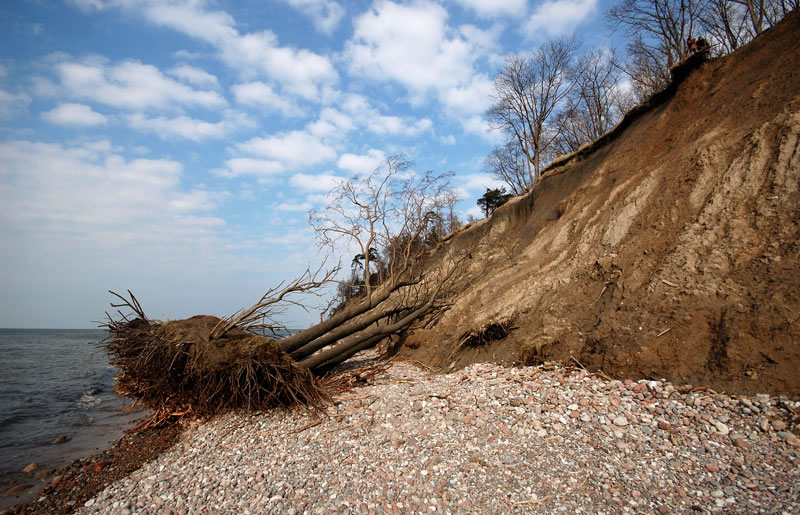
Olando kepurė: vývrat na břehu Baltského moře nedaleko Klaipėdy

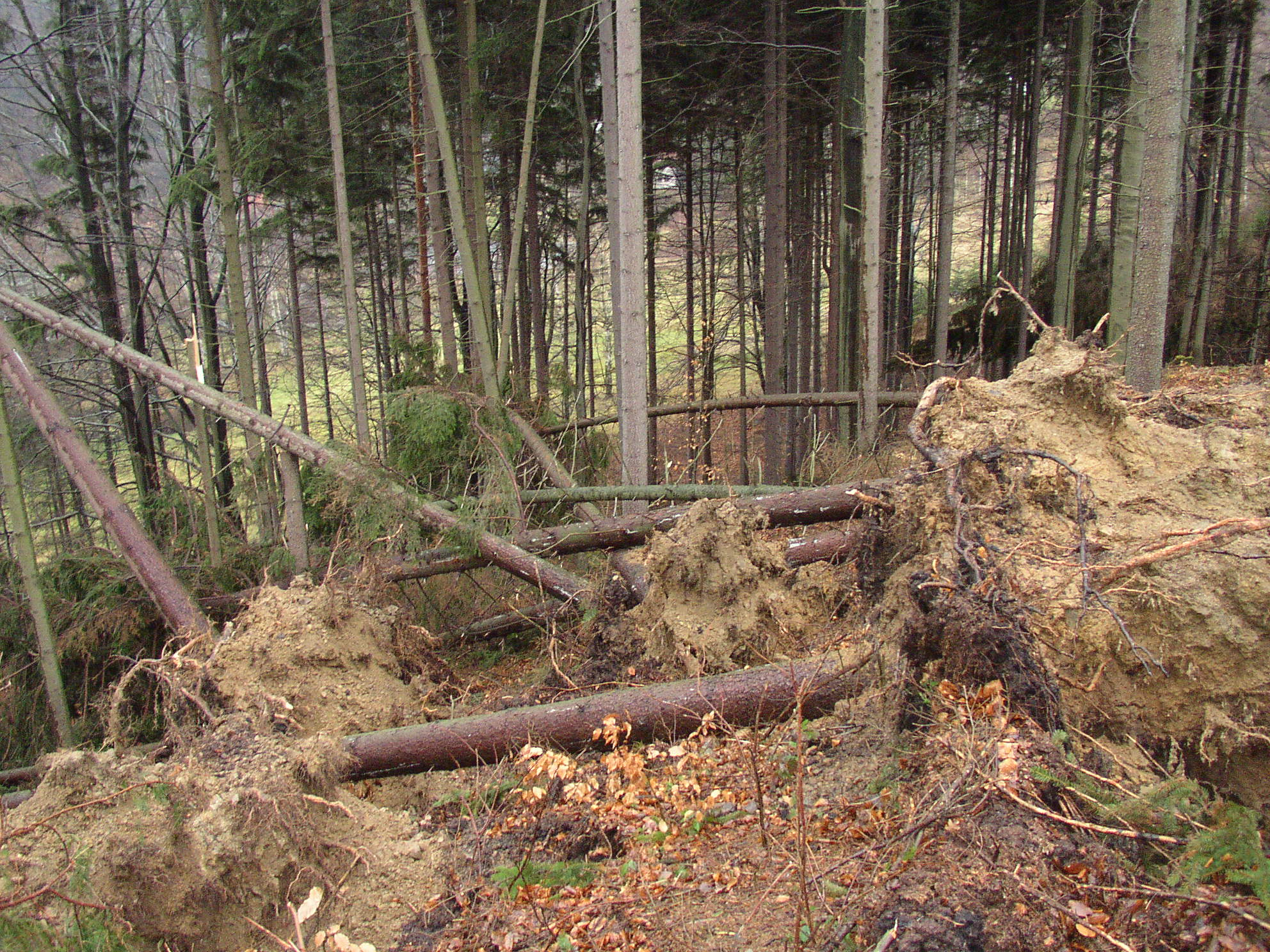
Hromadný vývrat: vývraty úplné i částečné, podepřené i nepodepřené

Vývrat je termín používaný převážně v lesnictví, v praxi se ale může týkat každého stromu. Znamená vyvrácení stromů i s kořeny působením
- silného větru nebo uragánu
- erozí podloží tak, že strom a jeho kořenová soustava ztratí oporu. Většinou se jedná o eroze vodní (břehy vodních toků, jezer, přehradních nádrží, moře), méně často eroze sypkého podloží v silně svažitém terénu.

## Rozdělení
- úplné – kdy kmen i koruna leží na zemi
- částečné – kdy kmen stromu je silně nakloněn, kořenová soustava je vyrvána ze země jen z části.
- nepodepřené – kdy se strom neopírá o jiné stromy
- podepřené – kdy se strom svými větvemi, korunou nebo kmenem opírá o jiný strom/jiné stromy nebo o jinou překážku (stavby, sloupy)

nebo na
- jednotlivé
- hromadné